# Repićevo Selo
Repićevo Selo falu Horvátországban Krapina-Zagorje megyében. Közigazgatásilag Gornja Stubicához tartozik.

## Fekvése
Zágrábtól 22 km-re, községközpontjától 4 km-re északra a Horvát Zagorje területén a megye délkeleti részén fekszik.

## Története
A településnek 1857-ben 49, 1910-ben 85 lakosa volt. Trianonig Zágráb vármegye Stubicai járásához tartozott. 2001-ben 40 lakosa volt.